# ماديرا أكرس (كاليفورنيا)
ماديرا أكرس (بالإنجليزية: Madera Acres CDP, California)‏ هي منطقة سكنية تقع بولاية كاليفورنيا في الولايات المتحدة. تبلغ مساحتها 18.850 كم2، وترتفع عن سطح البحر 89 م، بلغ عدد سكانها 9163 نسمة في عام 2010 حسب إحصاء مكتب تعداد الولايات المتحدة وتصل الكثافة السكانية فيها 486.1 نسمة لكل كيلومتر مربع (1,259.0/ميل2).

## التركيبة السكانية
حدّد مكتب تعداد الولايات المتحدة بيانات التركيبة السكانية لماديرا أكرس في تعداد الولايات المتحدة. في ما يلي، التركيبة السكانية حسب تعدادي 2000 و2010.

### تعداد عام 2000
بلغ عدد سكان ماديرا أكرس 7741 نسمة بحسب تعداد عام 2000، وبلغ عدد الأسر 2122 أسرة وعدد العائلات 1896 عائلة مقيمة في المنطقة السكنية. في حين سجلت الكثافة السكانية 410.7 نسمة لكل كيلومتر مربع (1,063.7/ميل2). وبلغ عدد الوحدات السكنية 2188 وحدة بمتوسط كثافة قدره 116.1 لكل كيلومتر مربع (300.7/ميل2).
وتوزع التركيب العرقي للمنطقة السكنية بنسبة 60.16% من البيض و3.57% من الأمريكيين الأفارقة و2.17% من الأمريكيين الأصليين و1.55% من الأمريكيين ذوي الأصول الآسيوية و0.05% من سكان جزر المحيط الهادئ و27.44% من الأعراق الأخرى و5.06% من عرقين مختلطين أو أكثر و50.88% من الهسبانيون أو اللاتينيون من أي عرق.
بلغ عدد الأسر 2122 أسرة كانت نسبة 56.9% منها لديها أطفال تحت سن الثامنة عشر تعيش معهم، وبلغت نسبة الأزواج القاطنين مع بعضهم البعض 73.5% من أصل المجموع الكلي للأسر، ونسبة 10.1% من الأسر كان لديها معيلات من الإناث دون وجود شريك،  بينما كانت نسبة 5.7% من الأسر لديها معيلون من الذكور دون وجود شريكة وكانت نسبة 10.7% من غير العائلات. تألفت نسبة 7.8% من أصل جميع الأسر من عدة أفراد يعيشون في نفس المنزل ونسبة 2.7% كانت تتألف من شخص يعيش بمفرده يبلغ من العمر 65 عاماً أو أكثر. وبلغ متوسط حجم الأسرة المعيشية 3.62، أما متوسط حجم العائلات فبلغ 3.76.
بلغ العمر الوسطي للسكان 30.5 عاماً. وكانت نسبة 34.4% من القاطنين تحت سن الثامنة عشر، وكانت نسبة 9.6% بين الثامنة عشر والرابعة والعشرين عاماً، ونسبة 27.2% كانت واقعةً في الفئة العمرية ما بين الخامسة والعشرين والرابعة والأربعين عاماً، ونسبة 21.7% كانت ما بين الخامسة والأربعين والرابعة والستين، ونسبة 6.3% كانت ضمن فئة الخامسة والستين عاماً فما فوق. يوجد لكل 100 أنثى 105.6 ذكر، ويوجد لكل 100 أنثى في الثامنة عشر من عمرها فما فوق 103.9 ذكر.
بلغ متوسط دخل الأسرة في المنطقة السكنية 45438 دولارًا، أما متوسط دخل العائلة فبلغ 45633 دولارًا. وكان متوسط دخل الذكور 34731 دولارًا مقابل 22734 دولارًا للإناث. وسجل دخل الفرد الخاص بالمنطقة السكنية 15003 دولارًا. وكانت نسبة 7.4% من العائلات ونسبة 10.4% من السكان تحت خط الفقر، وكان من هؤلاء نسبة 12.4% تحت سن الثامنة عشر ونسبة 0% في الخامسة والستين من العمر وما فوق.

### تعداد عام 2010
بلغ عدد سكان ماديرا أكرس 9163 نسمة بحسب تعداد عام 2010، وبلغ عدد الأسر 2411 أسرة وعدد العائلات 2133 عائلة مقيمة في المنطقة السكنية. في حين سجلت الكثافة السكانية 486.1 نسمة لكل كيلومتر مربع (1,259.0/ميل2). وبلغ عدد الوحدات السكنية 2540 وحدة بمتوسط كثافة قدره 134.7 لكل كيلومتر مربع (348.9/ميل2).
وتوزع التركيب العرقي للمنطقة السكنية بنسبة 63.71% من البيض و2.63% من الأمريكيين الأفارقة و1.76% من الأمريكيين الأصليين و1.24% من الأمريكيين ذوي الأصول الآسيوية و0.05% من سكان جزر المحيط الهادئ و26.72% من الأعراق الأخرى و3.89% من عرقين مختلطين أو أكثر و65.32% من الهسبانيون أو اللاتينيون من أي عرق.
بلغ عدد الأسر 2411 أسرة كانت نسبة 51.7% منها لديها أطفال تحت سن الثامنة عشر تعيش معهم، وبلغت نسبة الأزواج القاطنين مع بعضهم البعض 69.2% من أصل المجموع الكلي للأسر، ونسبة 11.3% من الأسر كان لديها معيلات من الإناث دون وجود شريك،  بينما كانت نسبة 8% من الأسر لديها معيلون من الذكور دون وجود شريكة وكانت نسبة 11.5% من غير العائلات. تألفت نسبة 8.5% من أصل جميع الأسر من عدة أفراد يعيشون في نفس المنزل ونسبة 3.4% كانت تتألف من شخص يعيش بمفرده يبلغ من العمر 65 عاماً أو أكثر. وبلغ متوسط حجم الأسرة المعيشية 3.80، أما متوسط حجم العائلات فبلغ 3.95.
بلغ العمر الوسطي للسكان 31.0 عاماً. وكانت نسبة 31.7% من القاطنين تحت سن الثامنة عشر، وكانت نسبة 10.2% بين الثامنة عشر والرابعة والعشرين عاماً، ونسبة 24.7% كانت واقعةً في الفئة العمرية ما بين الخامسة والعشرين والرابعة والأربعين عاماً، ونسبة 24.9% كانت ما بين الخامسة والأربعين والرابعة والستين، ونسبة 8.5% كانت ضمن فئة الخامسة والستين عاماً فما فوق. وتوزع التركيب الجنسي للسكان بنسبة 50.3% ذكور و49.7% إناث.